# ز
ﺯ（ザーイ, زاي）はアラビア文字の11番目に位置する文字。有声歯茎摩擦音 /z/ を表す。

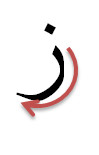
単独形の筆順

フェニキア文字から受け継がれた文字の一つで、ヘブライ文字の ז、ギリシャ文字の Ζ、ラテン文字の Z、キリル文字の Зと対応する。
ペルシア文字には、上三点の ژ があり、/ʒ/ を表す。シンド語には、上4点の ڙ があり、/ɽ/ を表す。

## 符号位置
| 文字 | Unicode | JIS X 0213 | 文字参照        | 説明           |
| ---- | ------- | ---------- | --------------- | -------------- |
| ز    | U+0632  | ‐          | &#x632; &#1586; | ザーイ         |
| ږ    | U+0696  | ‐          | &#x696; &#1686; | パシュトー語 ẓ |
| ڗ    | U+0697  | ‐          | &#x697; &#1687; |                |

その他の ﺯ に似た文字については、ر (r) を参照。